# Erbiceni
Erbiceni es una comuna ubicada en el distrito de Iași, Rumania.

## Superficie
Cuenta con una superficie de 82,83 kilómetros cuadrados.

## Demografía
Hasta 2021 la población era de 5154 habitantes, con una densidad de población de 62,22 habitantes por kilómetro cuadrado.